# Kevin Anderson (scientifique)
Kevin Anderson, né le 28 juin 1962, ingénieur de formation, est un universitaire anglais dans le domaine des sciences de l’énergie et du climat. Il est connu pour son réalisme et son franc-parler en matière de politiques climatiques.

## Biographie
À l’âge de 16 ans, Kevin Anderson s’engage dans la marine en tant que « marine engineer ». Il y apprend des éléments d’ingénierie qui lui permettront d’entamer des études d’ingénieur. Il travaille ensuite sur des plates-formes pétrolières pendant dix ans, période durant laquelle il s’inscrit également à l’université pour y prendre des cours de droit, d’économie et de sciences de l’environnement. Il entame ensuite une carrière académique dans le domaine des sciences de l’énergie et du climat.
Il est directeur adjoint du Tyndall Centre for Climate Change Research. Il tient la chaire « Énergie et changement climatique » à la School of Mechanical, Aerospace and Civil Engineering (MACE) de l’université de Manchester. Il est également professeur invité à l’université d’Uppsala (Suède). Son domaine d’analyse et de recherche regroupe divers sujets liés aux politiques climatiques tels que les gaz de schiste, le transport aérien, le transport de marchandises et de manière plus globale les scénarios d’évolution des émissions de gaz à effet de serre et leurs traductions climatiques.
Il conseille divers gouvernements, dont ceux du Royaume-Uni et de Suède. Son analyse a contribué à l’élaboration du Climate Change Act 2008 au Royaume-Uni et au développement de budgets carbone nationaux.

## Thèses développées
Dans un article écrit avec Alice Bows et présenté à la conférence « 4 degrés et au-delà » (2009), Kevin Anderson suggère que « malgré des déclarations à haut niveau allant en ce sens, il y a maintenant peu de chances voire aucune chance de maintenir la température moyenne à la surface du globe au niveau ou en dessous de 2 °C d’augmentation. De plus, les impacts associés aux 2 °C ont été corrigés à la hausse, assez pour que 2 °C représente plutôt le seuil entre un changement climatique dangereux et un changement climatique extrêmement dangereux ».
Bien qu’il ne soit pas le seul, notamment au Tyndall Center, à exprimer ces points de vue, Kevin Anderson se montre très critique envers l’usage de modèles d’évaluation intégrés d’émissions futures de carbone développés entre autres par le groupe de travail II du GIEC, ainsi que sur les technologies d’« émissions négatives de carbone » (Negative Emission Technologies). Ces techniques consistent à extraire du CO2 de l'atmosphère comme dans la production de bioénergie avec captage et stockage de dioxyde de carbone) où de la biomasse est utilisée comme combustible et le CO2 émis est séquestré et stocké. Il pointe notamment le fait que, outre qu'elles font reposer la capture du CO2 sur les générations à venir, ces techniques ont un rendement faible et ne pourraient être pratiquées à une échelle aussi grande que celle envisagée dans les modèles, du même ordre de grandeur que la captation de CO2 par la biosphère elle-même, soit des quantités considérables jugées peu réalistes par Anderson,.
Utilisant la notion de budget carbone, Anderson souligne au fil de ses publications le fait que les moyens à mettre en œuvre pour limiter à 2 °C l’augmentation de la température moyenne dans la basse atmosphère sont nettement plus exigeants que ne veulent bien l’admettre les politiques et très souvent les scientifiques.

## Prises de positions notables
Pour Kevin Anderson, la seule manière de contenir le réchauffement climatique à 2 °C tout en permettant aux pays pauvres de poursuivre leur croissance est d'arrêter la croissance économique dans les pays riches. Les gouvernements de ces pays devraient se concentrer sur les sujets importants pour les gens, comme la santé, la nourriture et le logement, au lieu d'être obsédés par la croissance.
Il insiste sur l'urgence d'agir dès maintenant. Pour cela, il faut faire porter tous les efforts sur la réduction de la consommation, celle de la fraction la plus riche de la population mondiale, et non sur l'offre.
Il est favorable à un système de rationnement similaire à ceux qui furent institués pendant la seconde Guerre mondiale, « ce qui ne signifierait pas nécessairement une récession ou une vie plus dure, mais impliquerait des ajustements dans la vie de tous les jours, tels que l’usage des transports en commun, et le port de vêtements plus chauds ». Mais ce rationnement doit être fondé sur l’équité, c'est-à-dire que les plus pauvres aient accès à l’énergie indépendamment du prix, et que les plus riches qui consomment énormément d’énergie fassent des réductions significatives de leurs niveaux d’émissions,.
Kevin Anderson s'oppose au principe de la compensation carbone.
Quelques mois avant la conférence de Copenhague de 2009 sur les changements climatiques, Anderson prédit l’échec du sommet, doutant par ailleurs qu’un accord tienne vraiment compte de la science du climat.

## Mode de vie
Kevin Anderson a fortement réduit son empreinte carbone personnelle :
- il ne prend plus l'avion depuis 2004. Il est allé à une conférence des Nations Unies sur le climat en train du Royaume-Uni à Shanghai[12],[13] ;
- il a réduit l'utilisation de la voiture de 70 % et conduit avec plus d'attention, ce qui selon lui permet des économies de carburant de 20 à 30 % ;
- il a quitté sa maison pour un appartement et se chauffe peu. Ses factures d'énergie domestique sont de l'ordre de 1/5 du montant moyen. Il a vécu 12 ans sans réfrigérateur ;
- il est végétarien.

## Ouvrages
- Beyond flying, ouvrage collectif sous la direction de Chris Watson, chapitre 5 Slow and low - the way to go : a system view of travel emissions, Green Books, 2014[13]

## Conférences
- Beyond appeasement: mitigation as if climate mattered (Au-delà de l'apaisement : atténuer le réchauffement, comme si le climat comptait), conférence à l'université de Manchester (sous-titrée en français), janvier 2018